# Gurbrü
Gurbrü, appelée en français Corbruil (peu usité), est une commune suisse du canton de Berne, située dans l'arrondissement administratif de Berne-Mittelland.

## Géographie
Gurbrü se situe sur le bord du Grand-Marais (en allemand Grosses Moos). Gurbrü est limitrophe de Wileroltigen, Ferenbalm, Agriswil, Ried bei Kerzers et Chiètres.

## Politique
En 2009, Renate Hurni Mann est le Président de la Municipalité.

## Transports
Gurbrü est situé à proximité de l'autoroute A1. La ligne de chemin de fer Kerzers-Gümmenen traverse Gürbru. Il est donc possible d'arriver à Berne en passant par Flamatt ou Berne-Bümpliz.

## Histoire
De 1963 à 1981, la commune de Gurbrü a procédé à un remaniement parcellaire.